# Mansa fulvipennis
Mansa fulvipennis là một loài tò vò trong họ Ichneumonidae.